# Micrognathus crinitus
Micrognathus crinitus är en fiskart som först beskrevs av Leonard Jenyns 1842.  Micrognathus crinitus ingår i släktet Micrognathus och familjen kantnålsfiskar. Inga underarter finns listade i Catalogue of Life.